# كيمبرلي سكوت
كيمبرلي سكوت (بالإنجليزية: Kimberly Scott)‏ هي مغنية أمريكية، ولدت في 1986 في لاندوفر (مريلاند) في الولايات المتحدة.